# Juraj Dobrila
Juraj Dobrila, hrvaški škof, * 16. april 1812, Ježenj pri Tinjanu v Istri, † 13. januar 1882, Trst
Bil je istrski dobrotnik in narodni buditelj, ki se je boril za večje pravice Hrvatov in tudi Slovencev pod tujo oblastjo.

## Življenje in delo
Sin siromašnih staršev z veliko družino je obiskoval osnovno šolo v Tinjanu in Pazinu, gimnazijo v Karlovcu, filozofijo in bogoslovje v Gorici in bil leta 1837 posvečen v duhovnika. Po dveh letih kaplanske službe v Munah in Hrušici je bil poslan v Avguštinej na Dunaj, kjer je leta 1842 doktoriral. Nato je kot kaplan služboval v Trstu. Leta 1849 je bil imenovan za ravnatelja novega tržaškega semenišča, na katerim je predaval pastoralno teologijo. Leta 1854 je postal kanonik in stolni župnik v Trstu, 12. oktobra 1857 pa je bil imenovan za poreškega in puljskeg škofa.
Po smrti tržaškega škofa Jerneja Legata je bil 25. maja 1875 imenovan za njegovega naslednika. Tako je med Slovenci deloval nad 20 let. Kot poreški in puljski škof je pozdravil ustanovitev Slovenske matice in k njej pristopil kot ustanovni član. Ko je prišel kot škof v svojo ožjo domovino, je zastavil vse moči, da zapuščeno ljudstvo v Istri versko, narodno in gospodarsko dvigne. Z narodom je živel v tako tesnem stiku, da so ga nasprotniki porogljivo nazivali »vescovo contadino«. Veliko truda je posvetil razvoju ljudskega šolstva, pošiljal med ljudi slovenske in hrvaške knjige, s katerimi je želel dvigniti narodno zavest in širjenje ljudske izobrazbe. Zlasti si je prizadeval, da bi vzgojil čim večje število domačih duhovnikov. Zato je s podporami omogočal študije sinovom siromašnih staršev, snoval semenišče za istrske dijake in v ta namen vložil veliko lastnega denarja, ki ga je s skrajnim varčevanjem prihranil. Ko ni mogel načrta izvršiti, deloma zaradi pomanjkanja sredstev, deloma zaradi nasprotovanja, je namenil denar za dijaške ustanove. V istrskem deželnem zboru, kjer je imel kot virilist (virilist je kdor ima pravico glasovanja po svojem rodu ali položaju) pravico glasovanja, je prostodušno in odločno branil pravico hrvaškega ljudstva. V državnem zboru na Dunaju (od 1861) je z enako vnemo zastopal gospodarske interese Istre. Zaradi rodoljubja in neustrašenega nastopa si je nakopal mnogo nasprotnikov, a tudi najhujši nasprotniki niso mogli odreči spoštovanja skromnemu in nesebičnemu možu. Za Istrane je napisal poučno in molitveno knjigo Oče budi Tvoja volja (Trst, 1854, do 1964 še 17 ponatisov), ki je Hrvatom postala prava »narodna čitanka«. Po njegovi smrti je izšel Mladi Bogoljub (Trst, 1889). V letih 1869/70 se je udeležil prvega vatikanskega koncila. V rokopisu je zapustil zgodovino tega cerkvenega zbora.
Škof Josip Juraj Strossmayer, utemeljitelj HAZU (v času ustanovitve JAZU), s katerim sta se spoznala 1840 na Dunaju, je večkrat rekel, da je Dobrila »od Boga samega poslani apostol Istre«.

## Zanimivosti
Njegova podoba se je od leta 1993 nahajala na bankovcu za 10 hrvaških kun.